# Catena Monte Leone-Blinnenhorn
La Catena Monte Leone-Blinnenhorn è un massiccio montuoso delle Alpi Lepontine. Si trova in Svizzera (Canton Vallese e, marginalmente Canton Ticino) ed in Italia (Piemonte). Prende il nome dalle due montagne più significative del gruppo: il Monte Leone ed il Blinnenhorn.

## Geografia

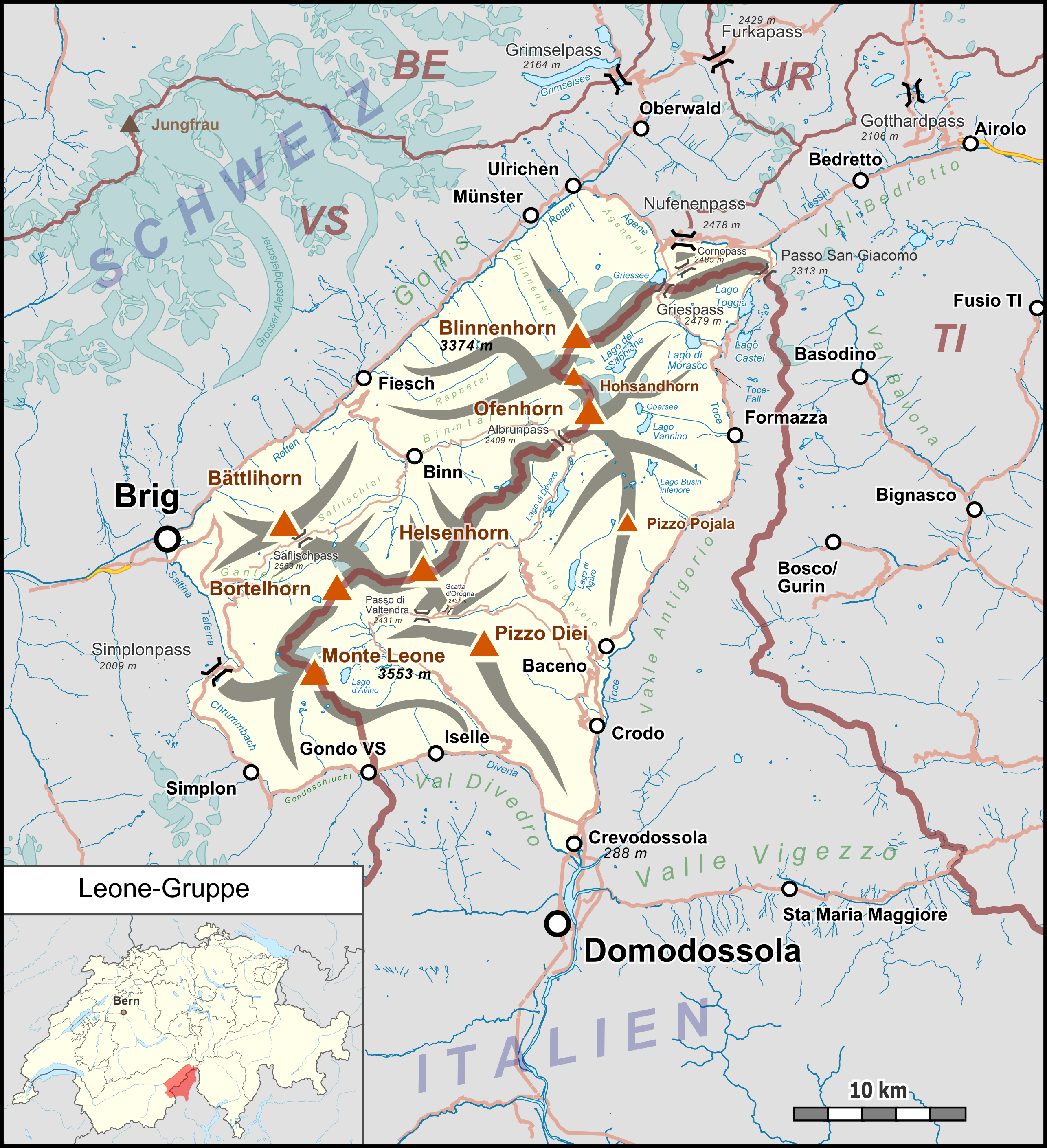
Cartena dettagliata del massiccio montuoso.

Il massiccio raccoglie le montagne tra il Passo del Sempione ed il Passo della Novena tra l'alta valle del Rodano e la Val Formazza.
Ruotando in senso orario i limiti geografici sono: Passo del Sempione, torrente Saltina, Briga, fiume Rodano, Passo della Novena, alta Val Bedretto, Passo di San Giacomo, Val Formazza, Valle Antigorio, Val Divedro, Passo del Sempione.

## Classificazione
La SOIUSA individua la Catena Monte Leone-Blinnenhorn come un supergruppo alpino e vi attribuisce la seguente classificazione:
- Grande parte = Alpi Occidentali
- Grande settore = Alpi Nord-occidentali
- Sezione = Alpi Lepontine
- Sottosezione = Alpi del Monte Leone e del San Gottardo
- Supergruppo = Catena Monte Leone-Blinnenhorn
- Codice = I/B-10.I-A

## Suddivisione
Il gruppo montuoso è suddiviso in cinque gruppi e quattordici sottogruppi:
- Gruppo del Monte Leone i.s.a. (A.1)
  - Gruppo del Monte Leone in senso stretto (A.1.a)
  - Catena Terrarossa-Rebbio-Hillehorn (A.1.b)
  - Gruppo del Bättlihorn (A.1.c)
- Gruppo dello Helsenhorn (A.2)
  - Gruppo Helsenhorn-Boccareccio (A.2.a)
  - Sottogruppo Cistella-Diei (A.2.b)
- Gruppo Cervandone-Valdeserta (A.3)
  - Gruppo del Cervandone (A.3.a)
  - Catena Crampiolo-Valdeserta (A.3.b)
- Gruppo della Punta d'Arbola (A.4)
  - Catena Arbola-Sabbione (A.4.a)
  - Costiera Busin-Pojala (A.4.b)
  - Nodo del Monte Giove (A.4.c)
  - Catena di Ban (A.4.d)
  - Sottogruppo Nefelgiù-Freghera (A.4.e)
- Gruppo Blinnenhorn-Valrossa (A.5)
  - Gruppo del Blinnenhorn (A.5.a)
  - Catena Gries-Valrossa (A.5.b)

## Monti
- Monte Leone - 3.552 m
- Breithorn - 3.438 m
- Blinnenhorn - 3.374 m
- Siedel Rothorn - 3.287 m
- Helsenhorn - 3.274 m

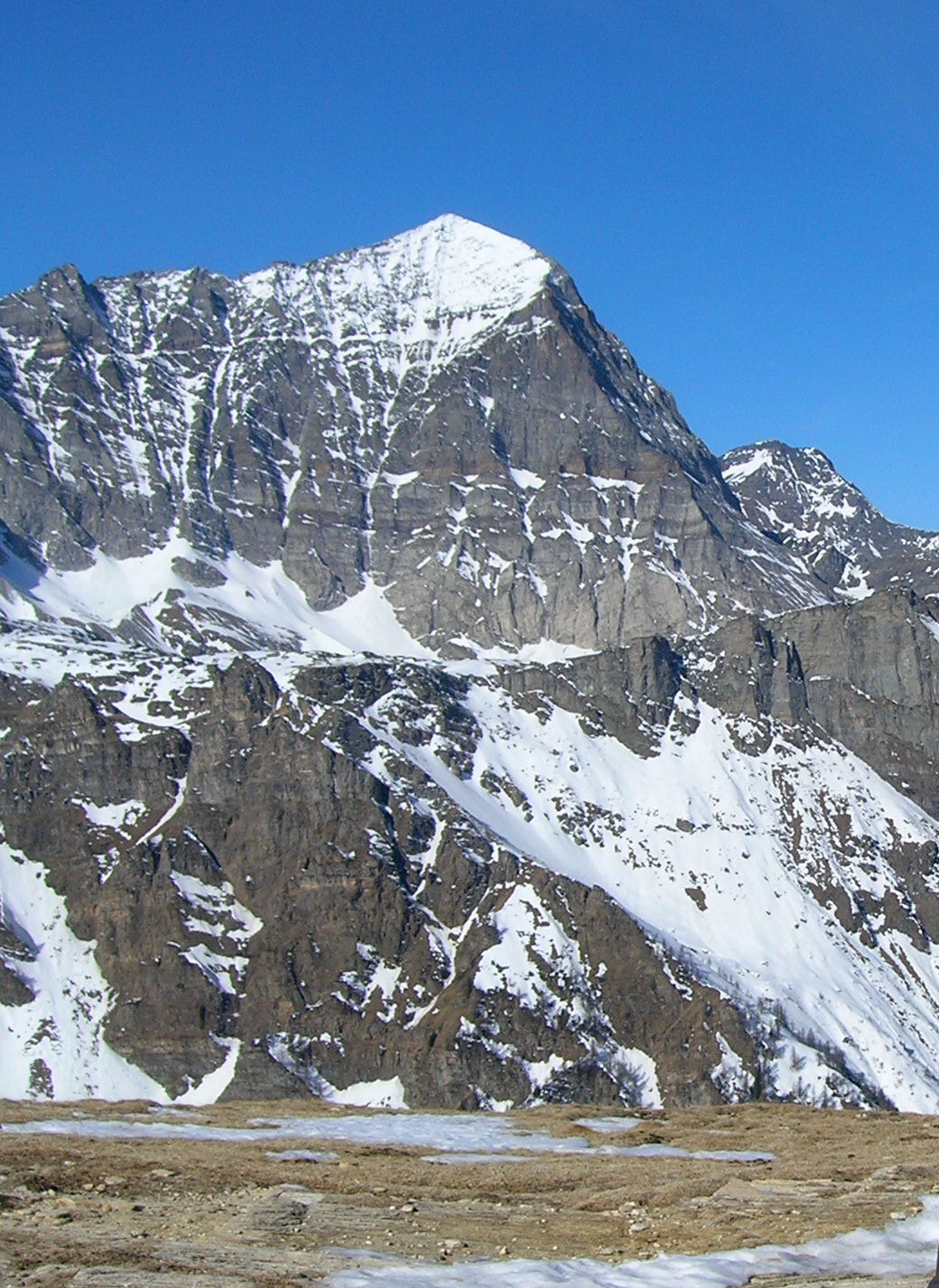
Il Monte Leone visto dal monte Teggiolo.

- Punta di Terrarossa - 3.246 m
- Punta d'Arbola - 3.235 m
- Monte Cervandone - 3.210 m
- Punta del Rebbio - 3.195 m
- Hübschhorn - 3.192 m
- Punta del Sabbione - 3.182 m
- Punta di Mottiscia - 3.181 m
- Rappehorn - 3.176 m
- Punta Marani - 3.108 m
- Punta Gerla - 3.086 m
- Pizzo Cornera - 3.083 m
- Punta dei Camosci - 3.046 m
- Corno di Ban - 3.028 m
- Pizzo di Boccareccio - 3.027 m
- Monte Giove - 3.008 m
- Corno Gries - 2.969 m
- Punta di Valrossa - 2.968 m
- Bättlihorn - 2.951 m
- Pizzo Moro - 2.948 m
- Punta di Valdeserta - 2.939 m
- Piccolo Corno Gries - 2.930 m
- Pizzo Diei - 2.906 m
- Punta della Rossa - 2.888 m
- Monte Figascian - 2.885 m  (noto anche come Albrunhorn)
- Monte Cistella - 2.880 m
- Pizzo Pojala - 2.773 m
- Pizzi del Busin - 2.737 m
- Punta Salarioli - 2.666 m
- Monte Corbernas - 2.578 m
- Monte del Sangiatto - 2.387 m
- Monte Cazzola - 2.330 m